# Sanča Aznárez
Sanča Aznárez (španjolski Sancha Aznárez) bila je kraljica Pamplone u srednjem vijeku.
Njezin je otac bio lord (gospodar) Aznar Sánchez de Larraún. Njegova je žena bila infanta Onneca Fortúnez, kći Aurije i kralja Pamplone Fortúna Garcésa. Ona je rodila Sanču i Todu.
Sanča se udala za kralja Jimena Garcésa iz dinastije Jimene.
Ovo su djeca Sanče i njenog muža:
- García Jiménez
- Sančo Jiménez Pamplonski, muž Quixilo Garcés
- Dadildis Jiménez, žena Muze Aznara ibn al-Tawila (sin Muhameda al-Tawila od Huesce)

Sanču je ubio njen sin García.